# Morio Hiagonna
 Morio Higaonna (nasceu em Naha, Okinawa , 25 de dezembro de 1938) é destacado praticante do Goju-ryu e instrutor e presidente chefe internacional da IOGKF. É titular do mais alto grau do Karatê-Do Goju-Ryu, 10ºdan.
Começou praticando o Shito Ryu aos 14 anos com seu pai e dois anos mais tarde se mudou ao Goju-ryu. Em 1960, aos 22 anos, viajou a Tokio, Japão para estudar comércio na Universidade de Takushoku. Foi convidado a ensinar no Dojo de Yoyogi de Tokio, onde atraiu muitos karatekas destacados. 
É autor de vários livros e vídeos sobre o Goju-ryu.